# Биндер, Людвиг
Людвиг Макс Биндер (нем. Ludwig Binder; 26 мая 1881, Ингольштадт — 12 сентября 1958, Дрезден, ГДР ) — немецкий инженер-электротехник, педагог, профессор и ректор Высшей технической школы в Дрездене. Член Саксонской академии наук (1948), член Академии наук ГДР (Берлин, 1949). Лауреат Национальной премии ГДР (1951).

## Биография
Родился в Ингольштадте 26 мая 1881 года в семье Людвига Биндера и его жены Вальбурги Пфаффель.
Изучал электротехнику в Мюнхенском техническом университете. С 1904 года работал на заводе Siemens & Schuckert в Берлине. В июле 1910 года защитил диссертацию и получил докторскую степень в альма матер. 
С апреля 1919 года — профессор электротехники в Техническом университете Дармштадта. Осенью 1920 года перешёл на должность профессора Высшей технической школы в Дрездене; в 1932/1933 учебном году был ректором школы. Был также директором института сильных токов и токов высокого напряжения в Дрездене и Бюро электрохимических испытаний. В ноябре 1933 года подписал Заявление профессоров о поддержке Гитлера.
Занимался изучением теплообмена в электрических машинах, преобразованием электрического тока, защите от перенапряжений, диэлектрической прочности изоляционных материалов.
С 1946 года член СЕПГ. С 1948 года был действительным членом, с 1948 по 1958 год — вице-президентом Саксонской академии наук, с 1949 года — действительным членом академии наук ГДР в Берлине.
С 1921 года был женат на Эльфриде Шульценберг, дочери директора берлинского банка Бруно Шульценберга.
Умер в Дрездене 12 сентября 1958 года.